# Pastrovichi
I Pastrovichi (Paštrovići) erano una delle più importanti tribù della regione serba della Zeta, oggi conosciuta come Montenegro. Essi occupavano in particolare il territorio montuoso alle spalle di Cattaro e il litorale adriatico fino ad Antivari. Contadini e pastori ma anche ottimi guerrieri, i Pastrovichi si trovarono coinvolti nelle feroci lotte per il potere che tra la fine del XIV secolo e l'inizio del XV sconvolsero la regione, sotto l'effetto della disintegrazione dello stato serbo, l'avanzata degli Ottomani e la politica espansionistica veneziana nell'area dalmato-albanese. Più volte agli stipendi della Repubblica, nel 1423 una consistente parte della tribù, sotto l'influenza del potente clan dei Grubacevich, riconobbe la sovranità di Venezia, impegnandosi a proteggere militarmente il territorio di Cattaro e di Budua. In cambio il Senato concesse ai Pastrovichi un'ampia autonomia, sia pure sotto l'autorità del rettore veneto di Cattaro.
La tribù era costituita da dodici clan nobili. Ciascun clan eleggeva un capitano che, oltre a governare i propri membri, aveva il compito di rappresentarli nelle sedute del consiglio (Zbor) che si tenevano una volta all'anno e nella quale erano eletti un voivoda, quattro giudici che lo assistevano nell'amministrazione della giustizia e un cancelliere. In seguito, anziché un voivoda se ne elessero due, ma la carica – ritenuta troppo potente – fu sostituita da alcuni capitani distrettuali, sempre di nomina locale.
Il territorio della comunità – la Zupa - si estendeva da Budua fino al confine settentrionale del capitanato turco di Antivari (Bar); privo di città, l'unico centro di una certa importanza era il borgo costiero fortificato di S. Stefano, costruito su un isolotto unito alla terraferma da una stretta lingua di sabbia. La popolazione era in origine di religione ortodossa, ma i Veneziani fecero grossi sforzi per imporre la conversione al cattolicesimo, riuscendovi però solo in parte.

## Atto di dedizione
1. Pastrovicchio conserverà inalterato il suo antico regime Municipale, continuando nel diritto di eleggere dal suo seno dei suoi il Rettore e i Giudici che verranno confermati dal Senato.
2. Venezia s'obbliga di ristabilire e conservare inalterati gli antichi confini di Pastrovicchio.
3. Nel caso Pastrovicchio venisse invasa quod Deus avertat (Dio non voglia!) dai Turchi, gli antichi abitanti ne saranno dalla Repubblica ricoverati a Cattaro o altrove e sussidiati.
4. Nel caso di pace col despota di Serbia, Venezia si terrà ad ogni costo per sé Pastrovicchio.
5. I Pastrovicchi serviranno la Repubblica in guerra e in pace senza stipendi, sempre pronti a marciare fino ad Antivari ed entro tutto il territorio di Cattaro. Dovendo recarsi nel territorio di Scutari si obbligano a provvedere per soli 8 dì al proprio mantenimento.
6. Il Senato darà al comune 20 pezze di pannolano e 50 mantelli nazionali. I Pastrovicchi pagheranno per casa 12 grossi d'argento all'anno e saranno esenti da dazi nelle terre della Repubblica.dm»